# Îles Féroé
« Féroé » redirige ici. Pour la race chevaline, voir Féroé (cheval).
Les îles Féroé (en féroïen : Føroyar, /ˈføːɹjaɹ/ ; en danois : Færøerne, /ˈfɛɐ̯ˌøːˀɐnə/) sont un archipel européen subarctique du Nord de la mer du Nord, aux confins de la mer de Norvège. Sous le nom d'Îles Féroé, l'archipel est l'un des trois pays constitutifs du royaume de Danemark, avec le Danemark lui-même et le Groenland. Les pointes septentrionales des îles de Streymoy et Eysturoy sont à peu près équidistantes de l'Écosse et de l'Islande. L'archipel a une superficie de 1 400 km2 et compte, en 2023, 54 175 habitants, appelés Féroïens.
La forme de gouvernement est une monarchie constitutionnelle parlementaire (avec Frédéric X, l'actuel roi de Danemark, pour chef d'État). Les langues officielles sont le féroïen et le danois, les devises la couronne féroïenne et la couronne danoise, la religion d'État le luthéranisme (Église luthérienne des îles Féroé), et la capitale et plus grande ville Tórshavn.
Les Îles Féroé sont une province autonome du royaume de Danemark depuis 1948. Elles possèdent un gouvernement qui leur est propre et qui a compétence dans toutes les affaires, à l'exception de la défense. Un ministre des Affaires étrangères est nommé en 2008.

## Toponymie et étymologie

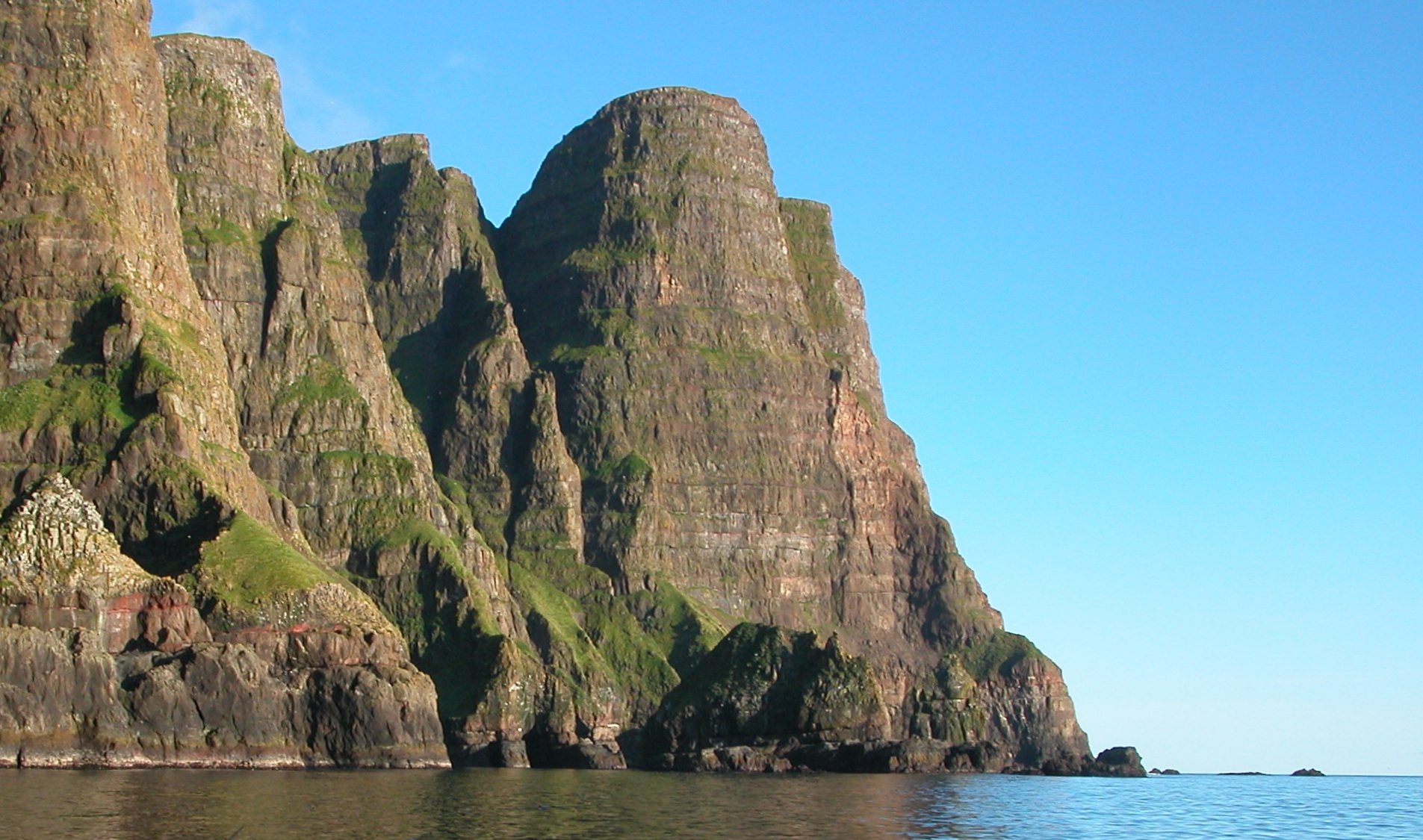
Littoral occidental de Suðuroy.

En danois, le nom de l'archipel est Færøerne (prononcé [ˈfɛɐ̯ˌøːˀɐnə]). Le terme pourrait provenir du vieux norrois fær (« mouton »), øerne étant le pluriel défini d'ø (« île ») en danois. Færøerne signifierait, selon cette hypothèse, « les îles des moutons »,. En féroïen, son nom est Føroyar (prononcé [ˈføːɹjaɹ]). Oyar est le pluriel d'oy, terme désuet pour « île » qui se retrouve au singulier en finale des noms de nombreuses îles de l'archipel (cf. carte, ci-dessous Géographie).
En français, « îles Féroé » — avec une minuscule à « îles » — désigne l'archipel au sens géographique, tandis que « Îles Féroé » — avec une majuscule à « Îles » — désigne le territoire au sens administratif et politique.
Le toponyme « îles Féroés » — avec « Féroés » au pluriel —, bien qu'erroné, peut se rencontrer assez rarement.

## Histoire
L'histoire ancienne de l'archipel est mal connue. L'occupation humaine pourrait dater du IVe siècle. Des moines hiberno-écossais pourraient s'y être installés au VIe siècle et y avoir introduit des moutons et des chèvres – mais ce point n'est pas confirmé.
Des recherches récentes, faites à partir d'analyses de crottes de moutons, font remonter au début du Ve siècle l'arrivée de colons, sans doute venus des îles Britanniques.
Vers 650, des Scandinaves s'installent sur l'archipel, y apportant le vieux norrois, qui évolue par la suite pour donner le féroïen actuel. On suppose que ces colons ne viennent pas directement de Scandinavie, mais plutôt de communautés scandinaves autour de la mer d'Irlande, des Shetland, ou des Orcades, et des Norvégiens-Gaëls. Selon la saga des Féroïens, le premier homme à poser le pied sur les îles Féroé, Grímr Kamban, fuyait la tyrannie du roi de Norvège Harald Ier.
Au XIe siècle, Sigmundur Brestisson, dont le clan a prospéré dans le sud des îles, mais a été quasiment exterminé par des envahisseurs venus du nord de l'archipel, s'échappe en Norvège. Il est renvoyé aux îles Féroé afin d'en prendre possession au nom du jarl Håkon Sigurdsson. Il introduit le christianisme et, malgré son assassinat, les îles deviennent possession du roi de Norvège Olaf Tryggvason. La domination norvégienne se maintient jusqu'en 1386, lorsque les îles sont intégrées à l'union de Kalmar, puis à la double monarchie Danemark-Norvège. Le Danemark prend progressivement le contrôle de l'archipel et, lorsque l'union avec la Norvège est dissoute, en 1814 par le traité de Kiel, conserve la possession des îles.
Le monopole du commerce dans les îles Féroé est aboli en 1856. Vers la fin du XIXe siècle, l'archipel connaît un éveil national, initialement centré sur le maintien du féroïen et donc d'abord orienté culturellement, puis politiquement après 1906, avec la création des premiers partis politiques.
Le 12 avril 1940, trois jours après l'invasion du Danemark par l'Allemagne nazie, les troupes britanniques envahissent l'archipel, pour éviter que les Allemands n'y établissent une base avancée et pour renforcer le contrôle britannique dans l'Atlantique nord. En 1942-1943, les Britanniques construisent le seul aéroport des îles, l'aéroport de Vágar. Le contrôle de l'archipel est restitué au Danemark à la fin de la Seconde Guerre mondiale, mais une autonomie large est introduite en 1948.
Auparavant, en septembre 1946, un référendum d'autodétermination est organisé, et les partisans de l'indépendance l'emportent avec 50,72 % des voix pour une participation de 67,61 %. Le gouvernement féroïen annonce alors l'indépendance prochaine de l'archipel, mais le gouvernement danois la refuse en jugeant l'écart trop faible, le nombre de votes blancs et nuls étant notamment supérieur à l'écart entre les votes Pour et Contre. Le roi Christian X décide de dissoudre le Løgting, provoquant des élections législatives anticipées en novembre 1946. Les partis unionistes l'ayant emporté, le statu quo est maintenu.
En 1973, les Îles Féroé ne rejoignent pas la Communauté européenne avec le Danemark. L'archipel connaît de sérieuses difficultés économiques dans les années 1990, à la suite de l'effondrement de l'industrie de la pêche, et essaye dès lors de diversifier son économie. Le soutien à l'indépendance a grandi et est d'ailleurs l'un des objectifs du Tjóðveldi (Parti républicain).
En mars 2000, le gouvernement féroïen présente au gouvernement danois un projet d'indépendance totale, à l'exception de la couronne danoise, qui resterait la monnaie de l'archipel, et du souverain de Danemark qui demeurerait le chef d'État de l'archipel. Dans ce projet, une coopération est prévue dans les domaines de la justice, de la santé et du transport aérien. Le Gouvernement danois répond que cette indépendance se traduirait par un arrêt de l'aide financière (1 milliard de couronnes par an) et exige aussi le remboursement de la dette (6 milliards de couronnes). Devant cette menace et dans le contexte de la crise économique dans l'archipel à la suite de l'effondrement des cours du poisson, le référendum prévu pour le 26 mai 2001 est annulé. Les sondages locaux donnaient alors des avis partagés (environ 45 % pour l'indépendance, 45 % contre).
Un nouveau référendum sur l'indépendance, accepté par le gouvernement danois, est prévu le 25 avril 2018, avant d'être finalement repoussé sine die,.

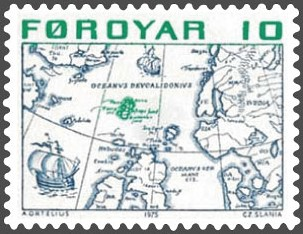
Timbre des Îles Féroé reproduisant une carte des pays scandinaves en 1573 (l'archipel figure au centre de l'image).
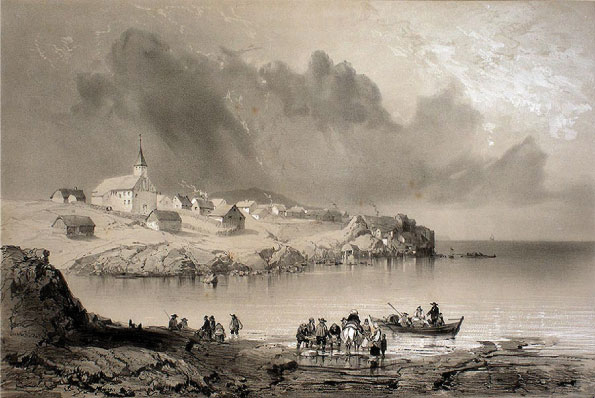
Torshavn en 1839 par Barthélemy Lauvergne (1805-1871), « Atlas Pittoresque » de l'expédition de La Recherche[9].
La péninsule de Tinganes à Tórshavn, abritant le siège du gouvernement des Îles Féroé.
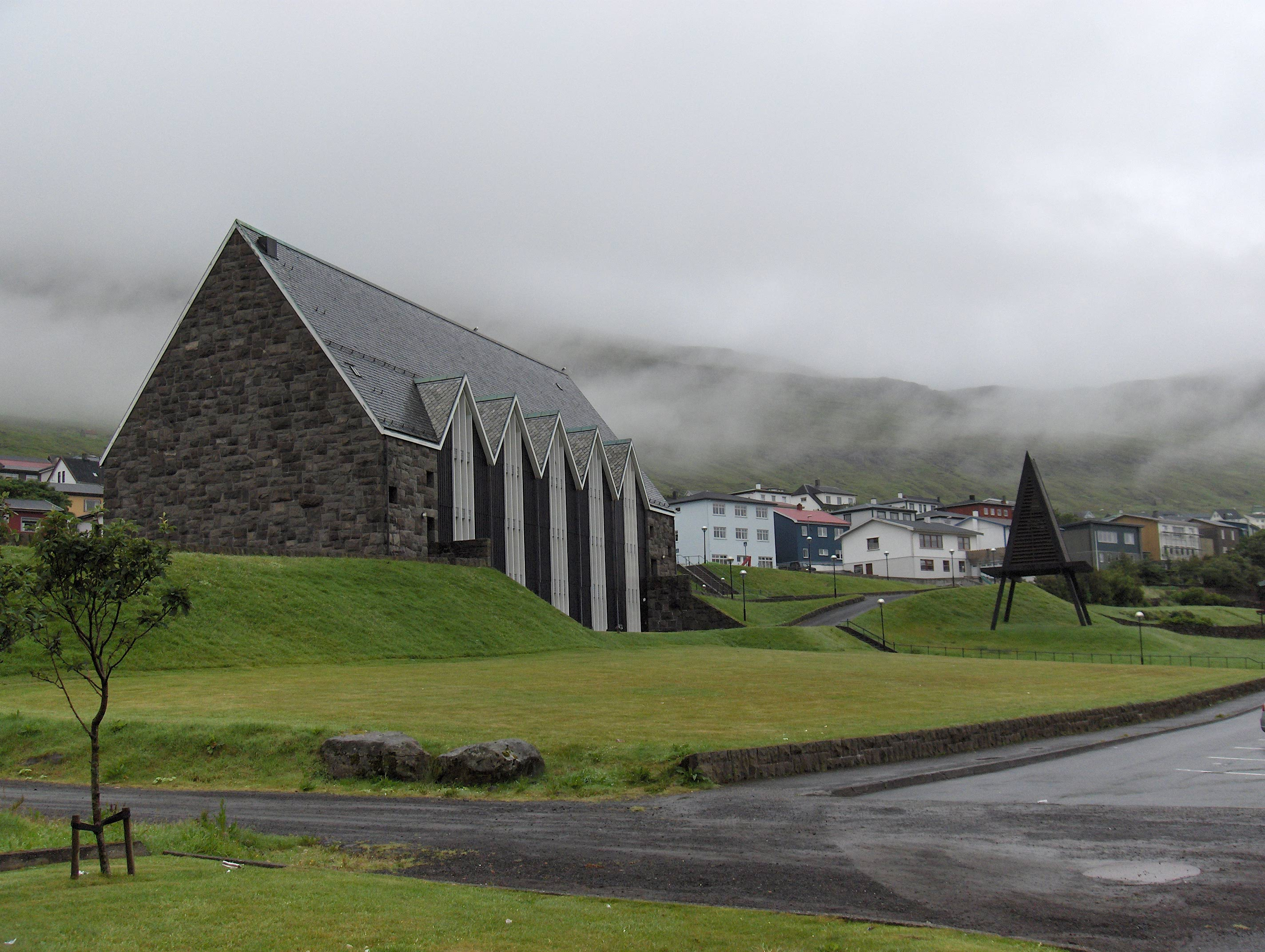
La vieille Christianskirkja (« église de Christian ») de Klaksvík (îles Féroé). Dédié à Christian X de Danemark, ce lieu de culte est consacré à la mémoire des marins morts pendant la Seconde Guerre mondiale.
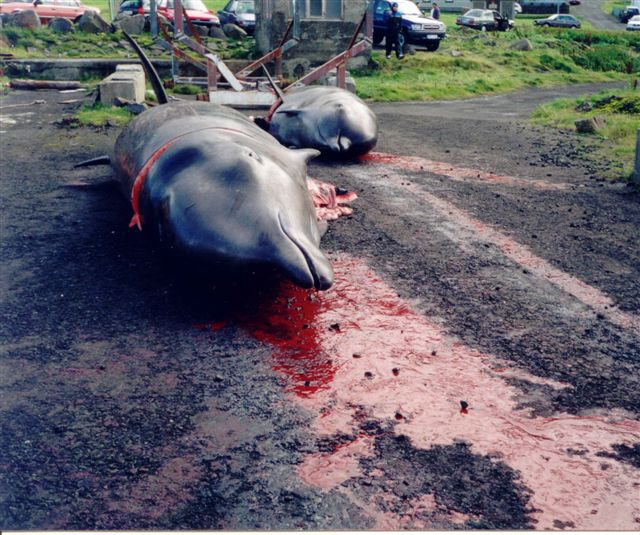
Deux dauphins victimes du grindadráp.

## Géographie

### Localisation
Les îles Féroé forment un archipel de dix-huit îles principales au large de l'Europe du Nord, situées dans l'océan Atlantique nord, à 291 km à l'ouest-nord-ouest des îles Shetland et non loin de la mer de Norvège. Cependant, seule la pointe nord-est de l'île de Fugloy a un point commun avec cette mer. Les îles sont centrées sur 62°N et 7°W.
La terre la plus proche est l'île écossaise de North Rona, à 256 km au sud. La côte d'Écosse est située à 322 km au sud-sud-est et Aberdeen ne se trouve qu'à 540 km. L'Islande est située à 431 km au nord-ouest et sa capitale, Reykjavik, à 762 km. Le Danemark est distant de 989 km au sud-est et sa capitale, Copenhague, de 1 283 km. La Norvège, avec la ville de Bergen, est distante de 656 km à l'est.
La superficie de l'archipel atteint 1 399 km2. Le tracé littoral est évalué à 1 117 km ; aucun lieu n’est à plus de 5 km d'une côte. L'archipel culmine à 882 m, au Slættaratindur. Il ne possède pas de lac ni de cours d'eau importants. Les profondeurs autour des îles sont comprises entre 150 et 200 m.
Les 18 îles principales sont Fugloy, Svínoy, Borðoy, Viðoy, Kunoy, Kalsoy, Eysturoy, Streymoy, Vágar, Mykines, Hestur, Koltur, Nólsoy, Sandoy, Skúvoy, Stóra Dímun, Lítla Dímun et Suðuroy.

### Climat

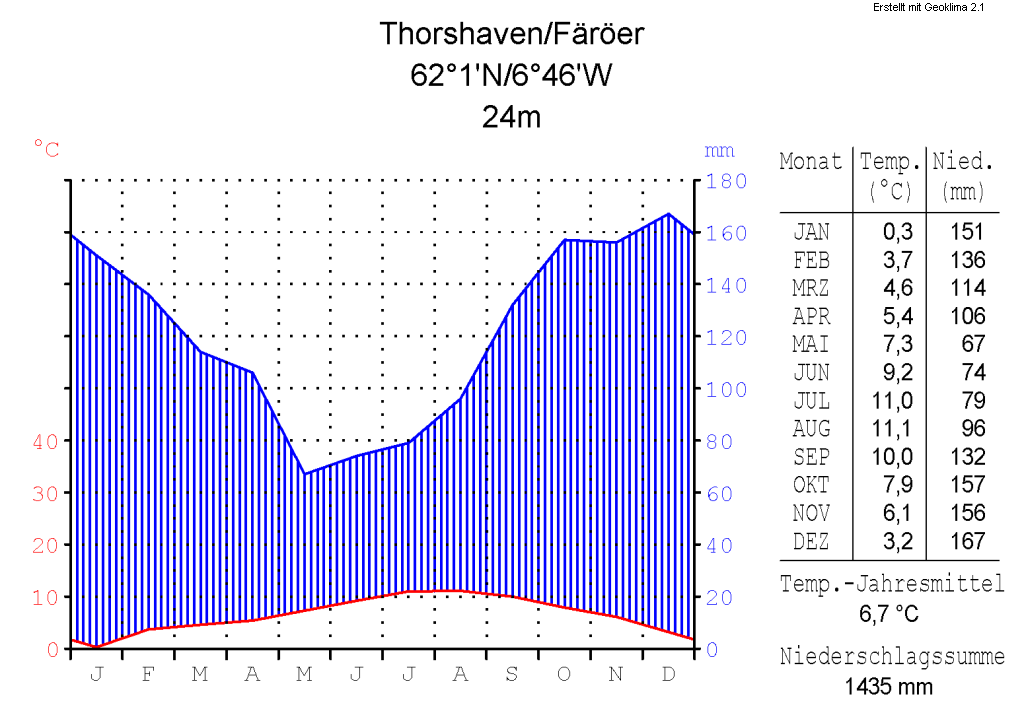
Diagramme ombrothermique de Torshavn (24 m d'altitude).

Selon la classification de Köppen, le climat de ces îles est subarctique maritime. Le caractère océanique est déterminé par la dérive nord atlantique : les étés sont frais (températures moyennes : 9,5 à 11 °C) et les hivers sont doux (températures moyennes : 3 à 4 °C) ; les brouillards sont fréquents et les vents forts (la vitesse moyenne du vent est de 16 à 22 km/h). On compte quelque 260 jours de pluie par an en moyenne. La moyenne des précipitations annuelles sur la capitale est de 1 280 mm et il tombe jusqu’à plus de 3 000 mm sur les sommets septentrionaux.
L'archipel ne fait donc pas partie de l'Arctique si on se réfère à la ligne de Köppen (c'est-à-dire l'isotherme de +10 °C pour la moyenne thermique du mois le moins froid).
Les deux courants dominants, tiède en surface (correspondant à la prolongation du Gulf Stream) et froid en profondeur (issu de la mer de Norvège), se mêlent de telle sorte que ces eaux sont riches en éléments nutritifs et attirent les poissons.

### Géologie

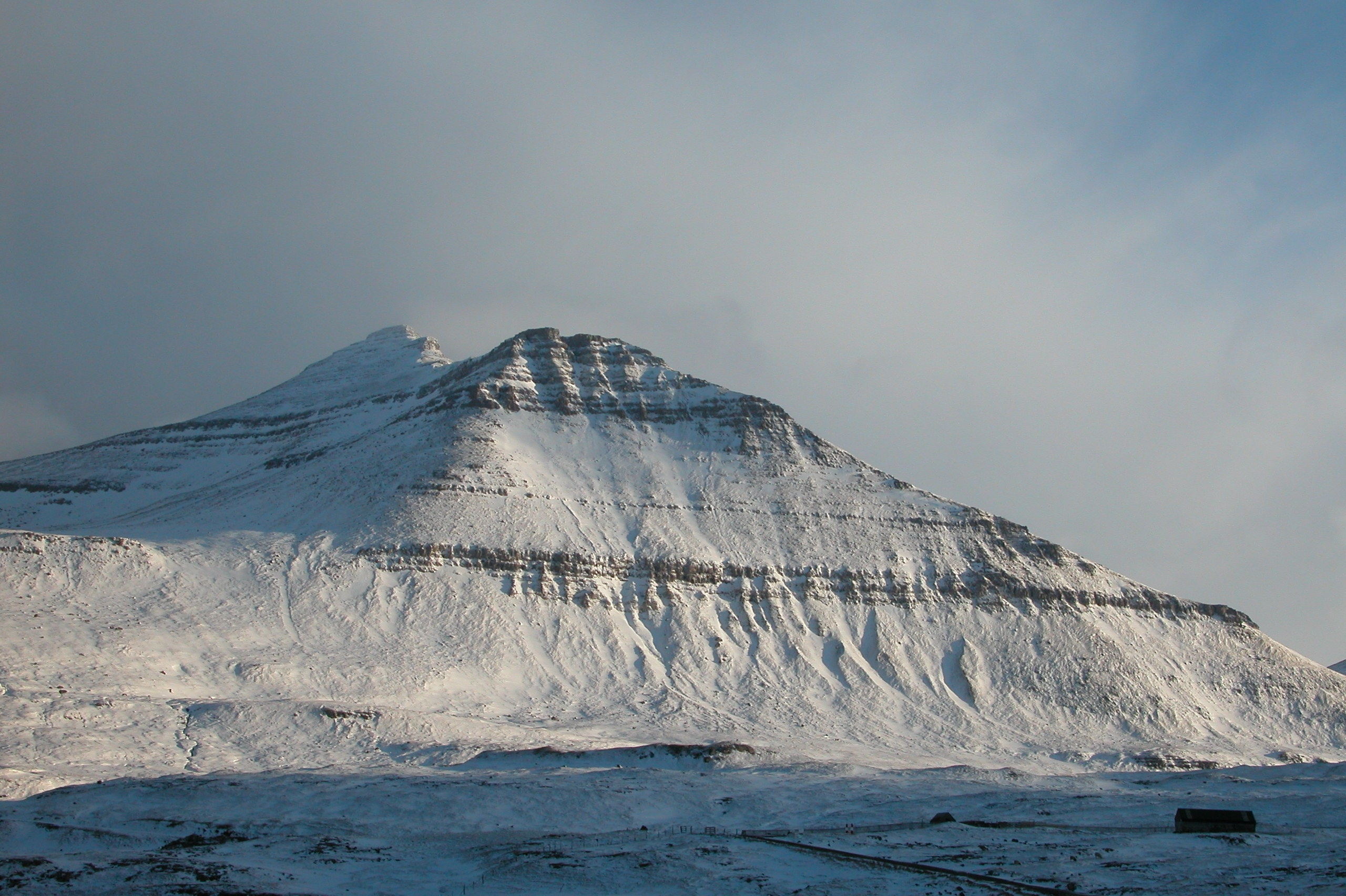
Point culminant de l'archipel : le Slættaratindur (882 m), Eysturoy.

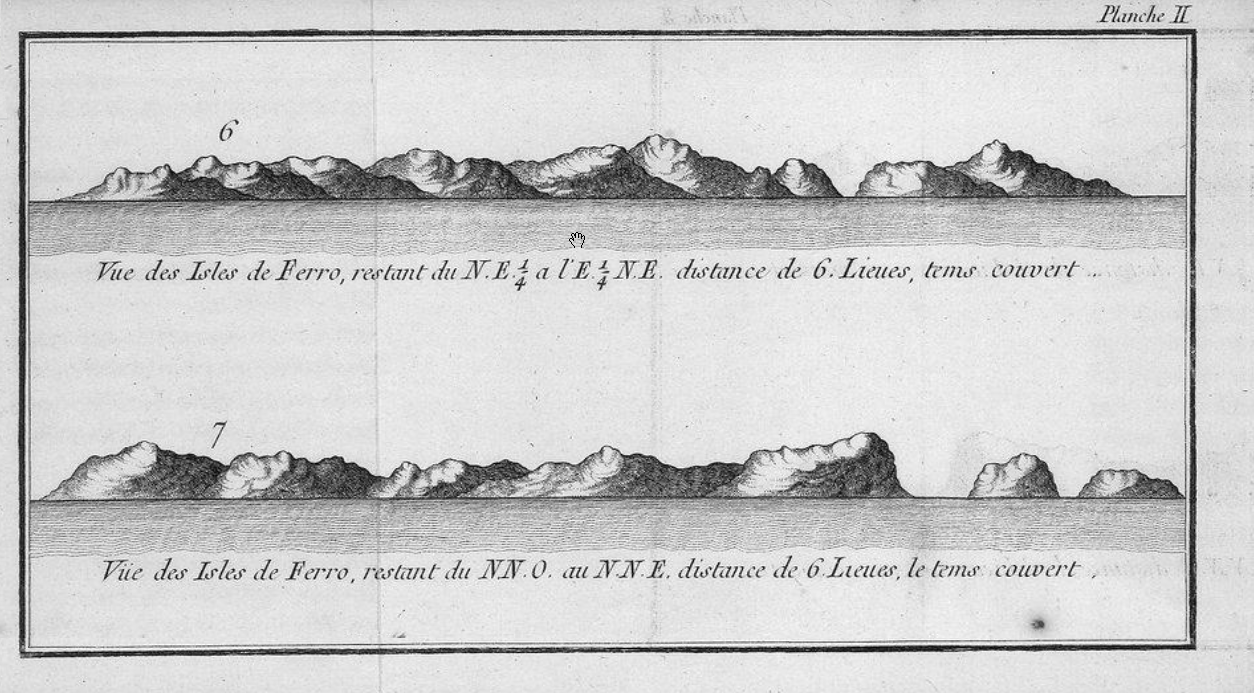
Profils des côtes en 1767 par le navigateur Yves de Kerguelen Trémarec.

Dès le début du XVIIe siècle, les géologues se sont surtout intéressés aux minces couches de charbon intercalées entre les formations de basalte. À la fin du XVIIIe siècle, les basaltes des îles Féroé ont été au centre des débats entre neptunistes et plutoniens et la première prospection géologique des îles a commencé dans les années 1820 (Cf. travaux de James et Archibald Geikie qui ont ouvert la voie à Joannes Rasmussen, considéré comme le père de la géologie de ces îles).
Le géologue Joseph Marie Élisabeth Durocher consacra la thèse de son diplôme d'ingénieur géologue de l'École des Mines de Paris aux roches et minéraux des îles Féroé. Puis il parcourt le nord de l'Europe pour étudier les dépôts métallifères et contribue à des articles sur la géologie, la minéralogie, la métallurgie et la chimie, notamment dans l'ouvrage de Paul Gaimard Voyages de la commission scientifique du Nord de la Scandinavie, en Laponie, au Spitlberg et aux Féroé, pendant les années 1838-1840.
J. Rasmussen a publié la première carte géologique complète en 1969.
L'archipel présente une orientation des reliefs — fjords et crêtes — assez nette. La question de cette organisation peut être posée en fonction d’un système de fracturation profond indépendamment des tunnels sous-marins et des fractures plus superficielles.
Sur la carte géologique, trois grands ensembles basaltiques se partagent l'archipel qui fait partie de l'ensemble volcanique de l'Atlantique Nord avec Antrim, Jan Mayen, les Hébrides, l'Islande et une partie du Groenland (essentiellement au sud du Scoresby Sund). Sept formations sont reconnues par les géologues (dont la plus ancienne, Lopra, est constituée de diverses volcanoclastites : lapilli et tuffs). Les îles Féroé sont dominées par des laves basaltiques de type tholéite, formées au Paléogène sur une épaisseur de 6,6 km. Le plateau Groenland-Féroé s'est vraisemblablement formé par déplacement du point chaud islandais (et peut-être par le déplacement du plateau Vøring), il y a environ 62-54 millions d'années (un contexte de marge passive volcanique liée avec le point chaud de l’Islande). Lorsque le point chaud du Groenland parvient à la marge orientale de celui-ci, il y a synergie avec la dorsale médio-atlantique et cette hyperactivité crée l'archipel volcanique. Un second plateau volcanique — le plateau océanique islandais actuel — se forme lorsque le plateau s'approche de la dorsale.
Contrairement à ce qui était proposé précédemment, les géologues pensent que de grands flux composés de laves pāhoehoe ont été charriés durant plusieurs mois à plusieurs années et pas des flux de laves de type ʻaʻā mises en place rapidement. Le Suðuroy, avec la formation Beinisvørð (la vaste étendue latérale sur 20 m d'épaisseur), montre des lobes caractéristiques de pāhoehoe gonflées. Ils sont bas et plans plutôt que scoriacés comme de la lave a'a. Ainsi les zones scoriacées supérieures sont réinterprétées comme des altérations dues à la pédogenèse (développement du sol).
Les dykes et sills sont nombreux.
Entre les éruptions du « groupe basaltique des îles Féroé » (FIGB) se sont développés des paléosols (sols fossiles) dont la formation est envisagée entre 10 000 et 50 000 ans même pour les plus épais et des grès d’origine volcanoclastique et fluviale (autrefois considérés comme des tufs pyroclastiques). Des prêles, espèces pionnières très résistantes, sont trouvées généralement sur ces formations fluviales. D’autres faciès entre les éruptions sont constitués de charbon (jusqu’à 9 m d’épaisseur à Suðuroy),,.

### Géomorphologie

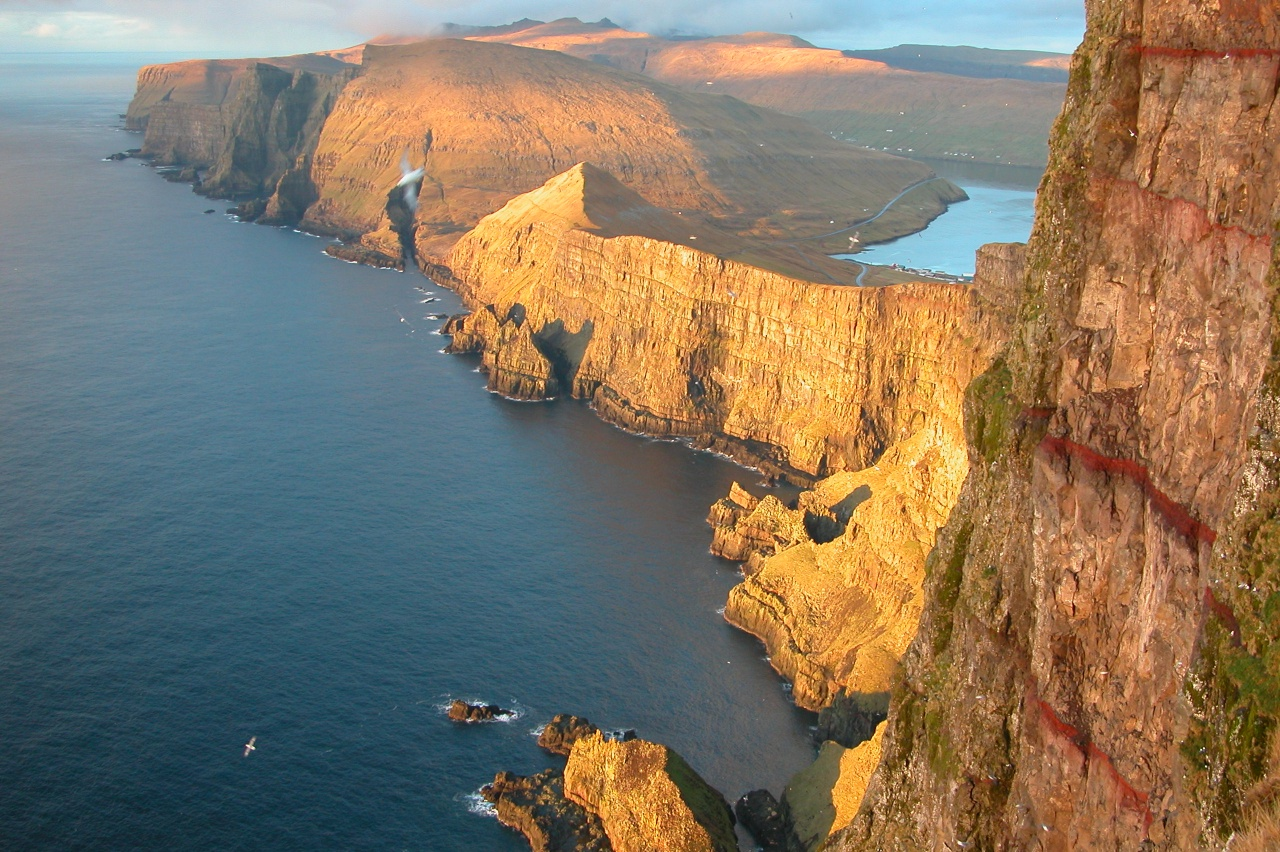
Falaises de Beinisvørð (470 m), côte occidentale de Suðuroy, au Sud.

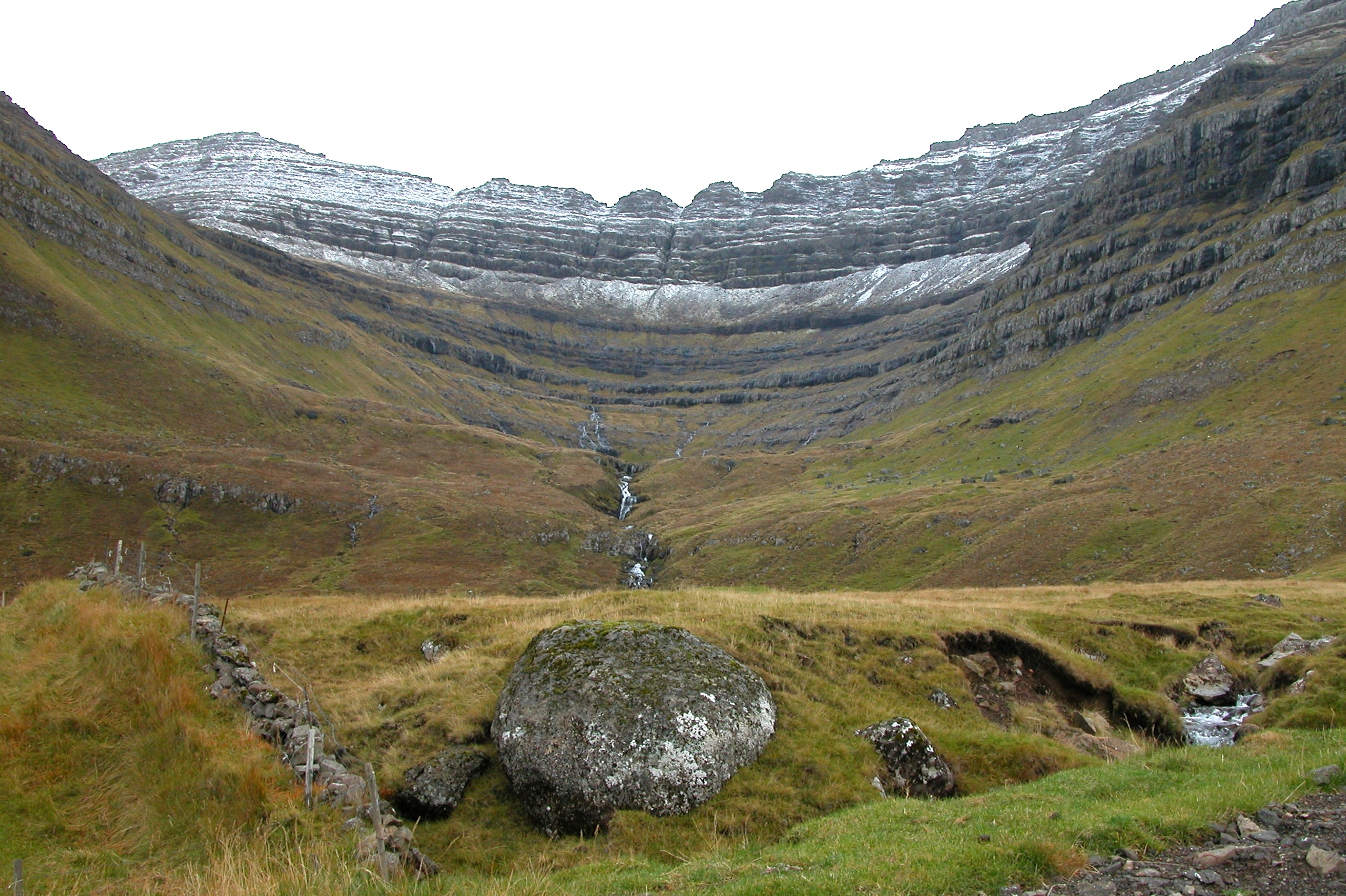
Cirque glaciaire et moraine à Kunoy au Nord. La superposition des coulées de basalte est visible dans la paroi.

L'érosion et l'altération puis le transport et le dépôt des sédiments ont largement participé à l’élaboration du modelé de ces paysages volcaniques actuels. Les côtes des îles sont accidentées et rocheuses : même si quelques crêtes basses sont présentes, la plupart des côtes sont à falaises.
- Dans le cas des îles Féroé, les géomorphologues parlent de méga-falaises (max. 725 m) pour ces murailles côtières vertigineuses[15] parmi les plus remarquables du monde. La raideur de l’abrupt se termine par une rupture de pente à la base qui correspond au passage à la plate-forme d’abrasion littorale.
- Fjords et vallées glaciaires se sont dessinés au Quaternaire.

## Environnement
L'archipel constitue une écorégion terrestre dans la classification du Fonds mondial pour la nature sous le nom de « prairies boréales des îles Féroé ». Elle appartient au biome des prairies, savanes et brousses tempérées de l'écozone paléarctique.

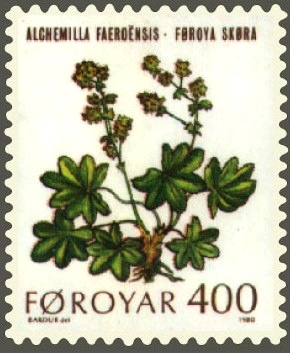
Alchemilla faeroensis

La flore de l’archipel est constituée par quelque 400 espèces dont plus de la moitié sont communes à l'Islande. Cette flore est peu diversifiée en raison d'une recolonisation postglaciaire récente. Une espèce endémique commune avec l'Islande s'est cependant développée : Alchemilla faeroensis (sv).
Les formations végétales dominantes sont des prairies ou des landes (à Callune en particulier) où les espèces ligneuses sont peu représentées (Calluna vulgaris, Salix herbacea, S. lanata, saule arctique, S. phylicifolia et Juniperus communis). Il n’y a en effet pas (ou plus) de forêts natives mais l’analyse pollinique et de macrorestes révèle dans des sols datés d'environ 2 300 ans av. J.-C. la présence de bouleaux et de noisetiers (Betula pubescens, Corylus avelana) avant l’installation humaine.
Beaucoup d’espèces ont été introduites notamment depuis les années 1970 en provenance de régions au climat océanique frais similaire et également soumis aux embruns.
De l’hémisphère austral (Amérique latine, Nouvelle-Zélande, Tasmanie) viennent l’Araucaria (Araucariacée) d’Argentine et du Chili, Drimys winteri (Winteracée), Maytenus magellanica (Célestracée), Embothrium coccineum (Protéacée) et des hêtres austraux de Terre de Feu (Nothofagus antarctica, N. pumilio, N. betuloides). Les îles Féroé comptent la plus grande population de hêtres austraux en Europe.
De l’hémisphère boréal, essentiellement d’Alaska, sont plantés des pins, épicéas, saules, peupliers et aulnes : Pin tordu, épinette de Sitka, Salix alaxensis, Populus trichocarpa, aulne vert, A. sinuata.

## Politique

### Gouvernement
Le gouvernement des Îles Féroé possède le pouvoir exécutif dans les affaires locales. Son chef appelé le Løgmaður (littéralement « personne de loi ») est l'équivalent d'un Premier ministre. Les autres membres du gouvernement sont appelés landsstýrismaður (« personne du comité national »).

### Parlement
Le Løgting est le parlement monocaméral des Îles Féroé. Il comprend 33 membres, élus au suffrage universel pour quatre ans.

### Relations avec le Danemark
Les Îles Féroé sont sous le contrôle du Danemark depuis 1388. Depuis 1948, l'archipel est une province autonome et reçoit d'importantes subventions annuelles de la part du Danemark. En tant que territoire autonome, les Îles Féroé sont un membre du Conseil nordique. Les Îles Féroé ne sont pas reconnues par l'ONU en tant que nation indépendante.
Les habitants des Îles Féroé sont partagés à peu près en parts égales entre les partisans de l'indépendance et ceux qui préfèrent rester dans le royaume du Danemark. Les opinions sont elles-mêmes très diverses à l'intérieur de ces deux camps. Pour les partisans de l'indépendance, elles vont d'une déclaration immédiate et unilatérale à une séparation progressive et consensuelle du Danemark. Parmi les unionistes, certains accueillent favorablement une autonomie accrue des Îles Féroé.
Un référendum devait être organisé le 15 avril 2018 sur ce sujet, mais a été repoussé sine die par absence d'accord des partis politiques sur le contenu de la future Constitution,.

### Relations avec l'Union européenne
Comme explicitement spécifié dans les deux traités de Rome, les Îles Féroé ne font pas partie de l'Union européenne. Qui plus est, le traité d'accession du Danemark précise que les citoyens danois résidant dans les Îles Féroé ne sont pas citoyens de l'Union européenne. L'archipel n'est pas couvert par la convention de Schengen mais il n'existe aucun contrôle douanier lorsque l'on voyage entre les Îles Féroé et un pays membre de l'espace Schengen, les Îles Féroé étant membres de l'Union nordique des passeports depuis 1966.

## Économie

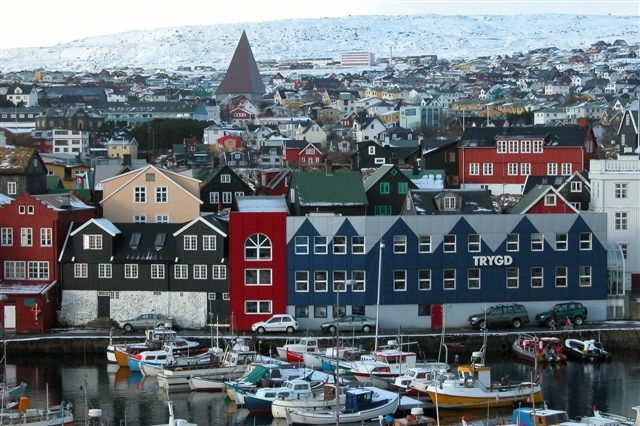
Vestaravág.

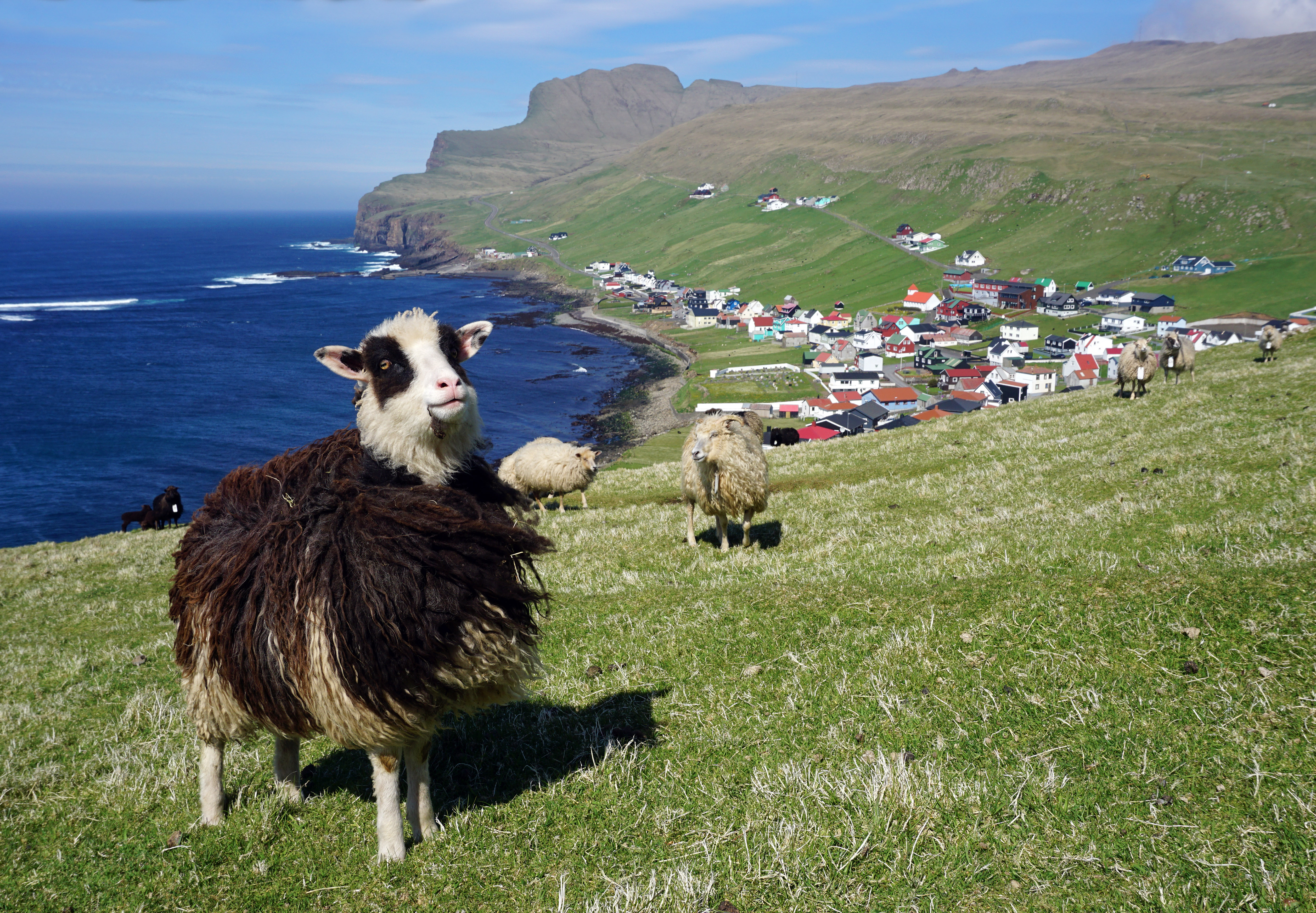
Mouton des Îles Féroé : quelque 80000 animaux vivent en quasi liberté sur l'archipel.

Après les crises économiques des années 1990, provoquées par les baisses des prix des produits issus de pêche, les Îles Féroé ont un taux de chômage inférieur à 5 % depuis la mi-1998. Cependant, l'économie est toujours fondée sur la pêche, elle reste donc très dépendante des fluctuations des prix du poisson. Les gisements de pétrole qui ont été trouvés dans les eaux territoriales pourraient permettre aux îles d'avoir une économie plus dynamique.
En 2013, les Îles Féroé ont connu un important litige avec l'Union européenne sur leur politique de pêche. L'UE avait alors accusé l'archipel de pratiquer la surpêche et avait imposé une interdiction d'importation des harengs et des maquereaux féroïens sur le marché européen, finalement levée en août 2014 à la suite d'un accord politique entre l'UE et les Îles Féroé.
En 2023, 50,3% de la production électrique était de sources renouvelables, dont 27% pour l'éolien et 21,9% pour l'hydroélectricité, selon le rapport annuel de la compagnie électrique SEV. La production électrique à partir d'énergies fossiles représentant 49,7% du total.

## Démographie
Au 1er janvier 2025, les Îles Féroé comptaient 54 640 habitants.

## Culture

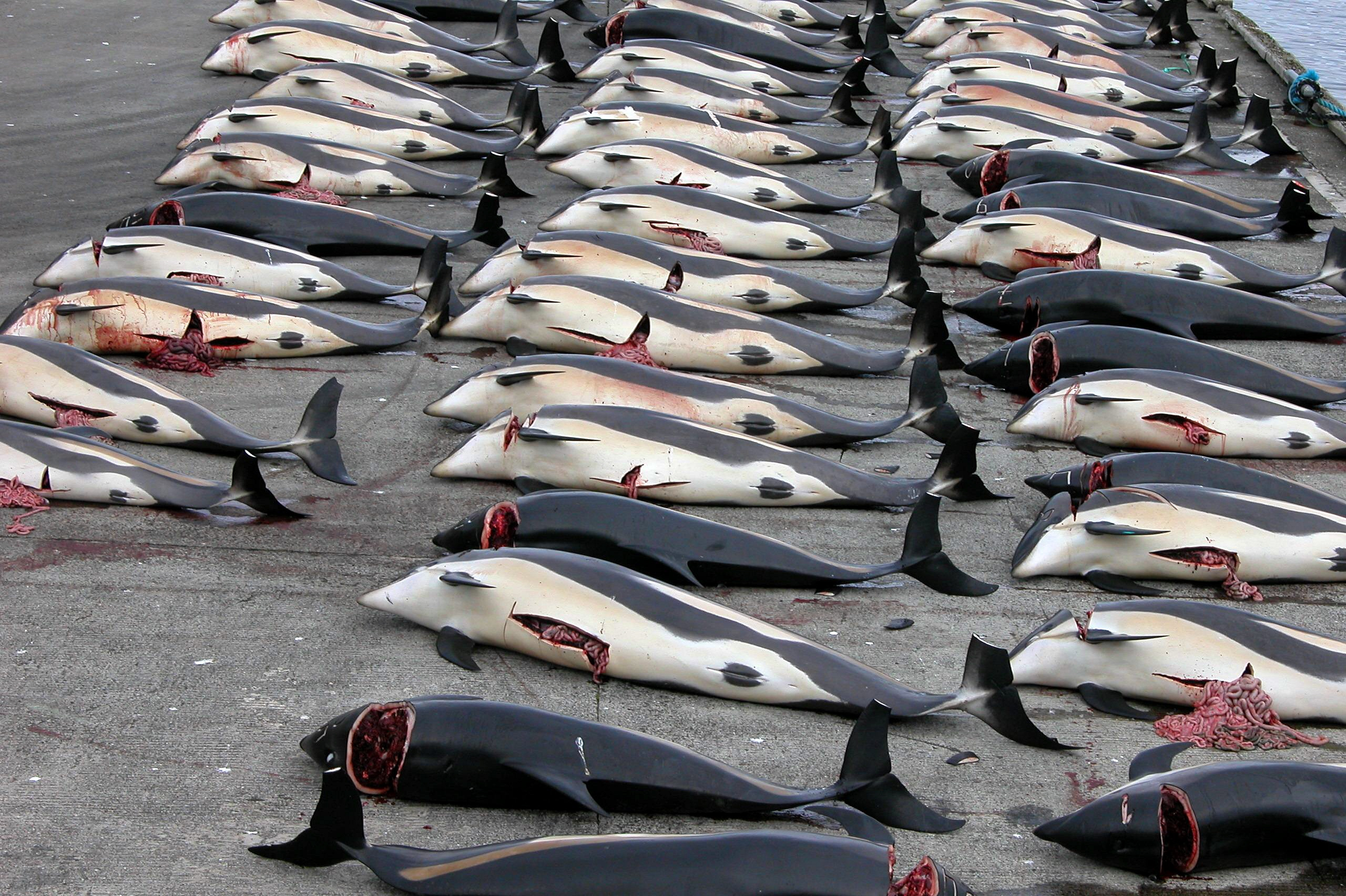
Dauphins à flancs blancs chassés lors du grind et alignés sur un dock à Hvalba, en août 2006.

La langue utilisée est le féroïen qui est beaucoup plus proche de l'islandais que du danois.
L'anglais est aussi largement utilisé dans l'administration, et est parlé ou compris par 85 % de la population, surtout chez les jeunes, qui sont généralement bilingues (féroïen/anglais, féroïen/danois), ou trilingues (danois/anglais/féroïen)[réf. nécessaire].
Le grindadráp (aussi appelé grind) est une chasse aux cétacés (globicéphales noirs, dauphins à flancs blancs et grands dauphins) traditionnelle dont l'existence est relatée depuis 1584 mais remonte sans doute à bien plus longtemps quand le manque de ressources de l'archipel était avéré. Cette tradition très contestée en Europe continue à être pratiquée dans les îles,,.
Le pays compte une bibliothèque nationale, la bibliothèque nationale des Féroé, ainsi qu'une Société artistique féroïenne fondée à Copenhague en 1941, afin de promouvoir les courants artistiques locaux.

## Médias
- Kringvarp Føroya (KvF) est l'entreprise publique chargée de la radio-télédiffusion aux Îles Féroé.
- Sjónvarp Føroya (SvF) est la chaîne de télévision publique des Îles Féroé. Elle appartient au groupe Kringvarp Føroya.
- Útvarp Føroya (ÚF) est la chaîne de radio publique des Îles Féroé. Elle appartient au groupe Kringvarp Føroya.

## Sport
Les Îles Féroé sont reconnues par la fédération internationale de football association (FIFA) comme pays membre. Ainsi la fédération des Îles Féroé de football (environ quatre mille licenciés dans les années 2000) organise le championnat des Îles Féroé de football et régit l'équipe des Îles Féroé de football pour les compétitions internationales.

## Codes
Les Îles Féroé ont pour code OY, selon la liste des préfixes OACI d'immatriculation des aéronefs.

## Galerie

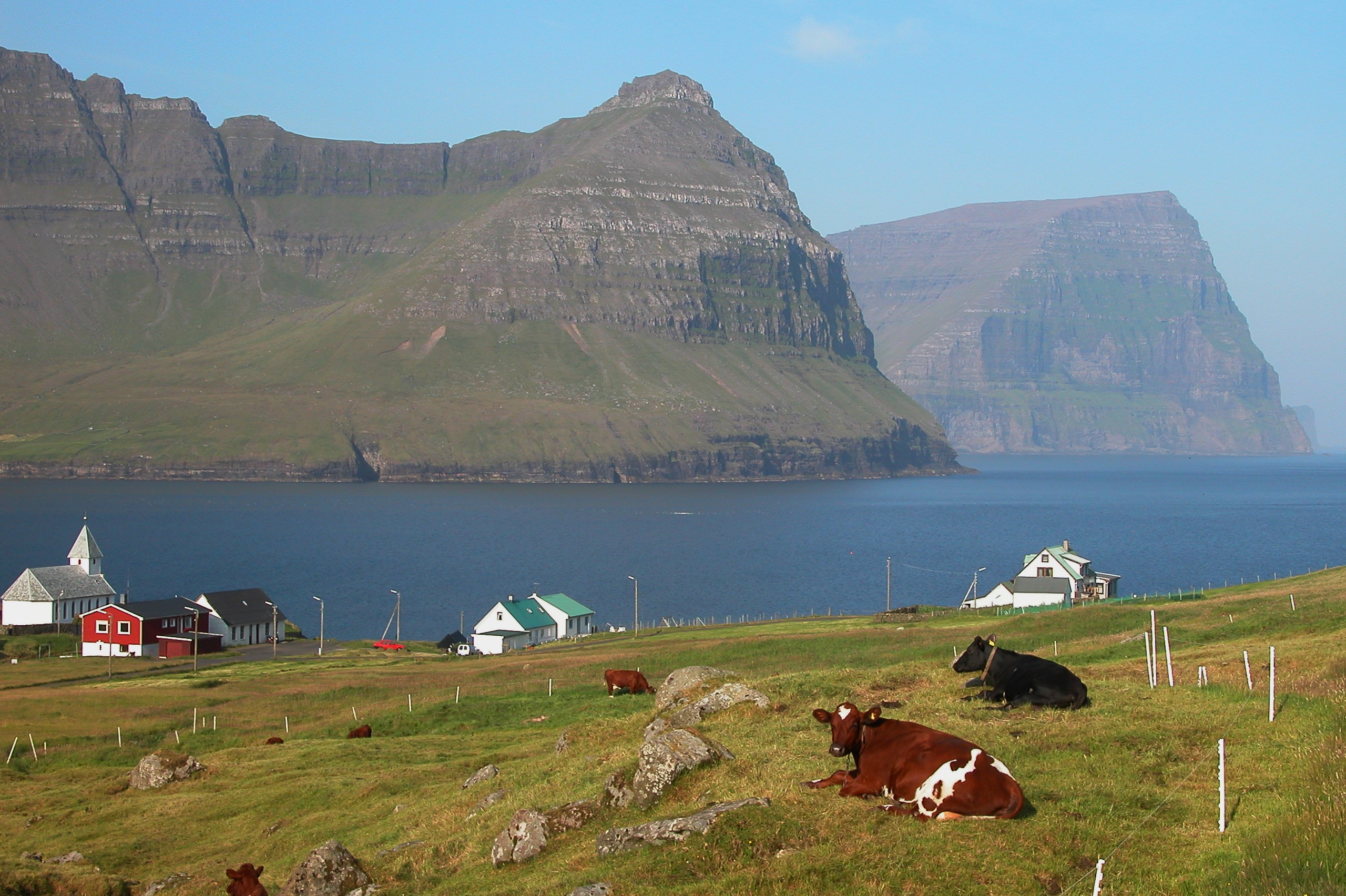
Viðareiði.
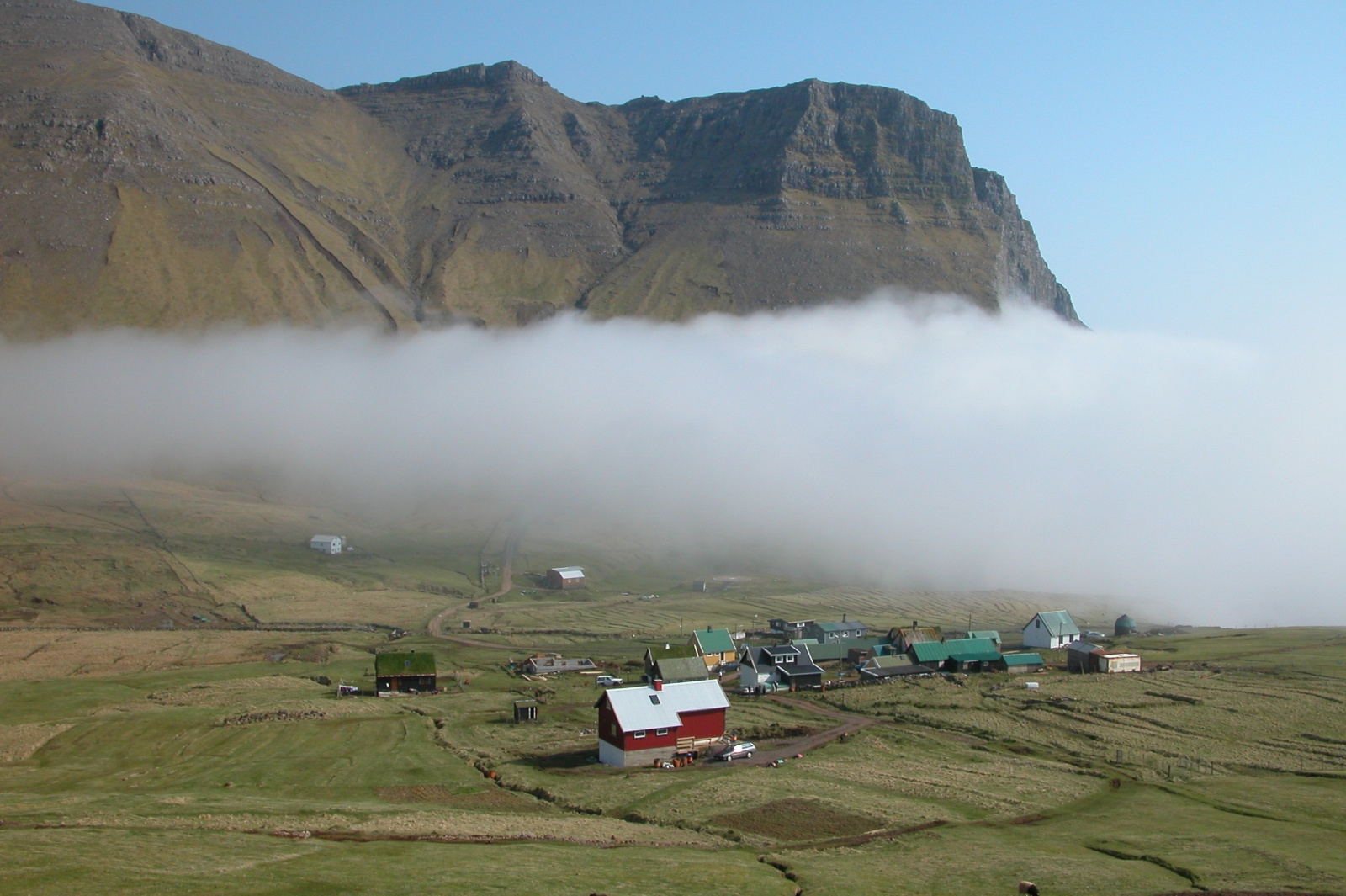
Gásadalur.
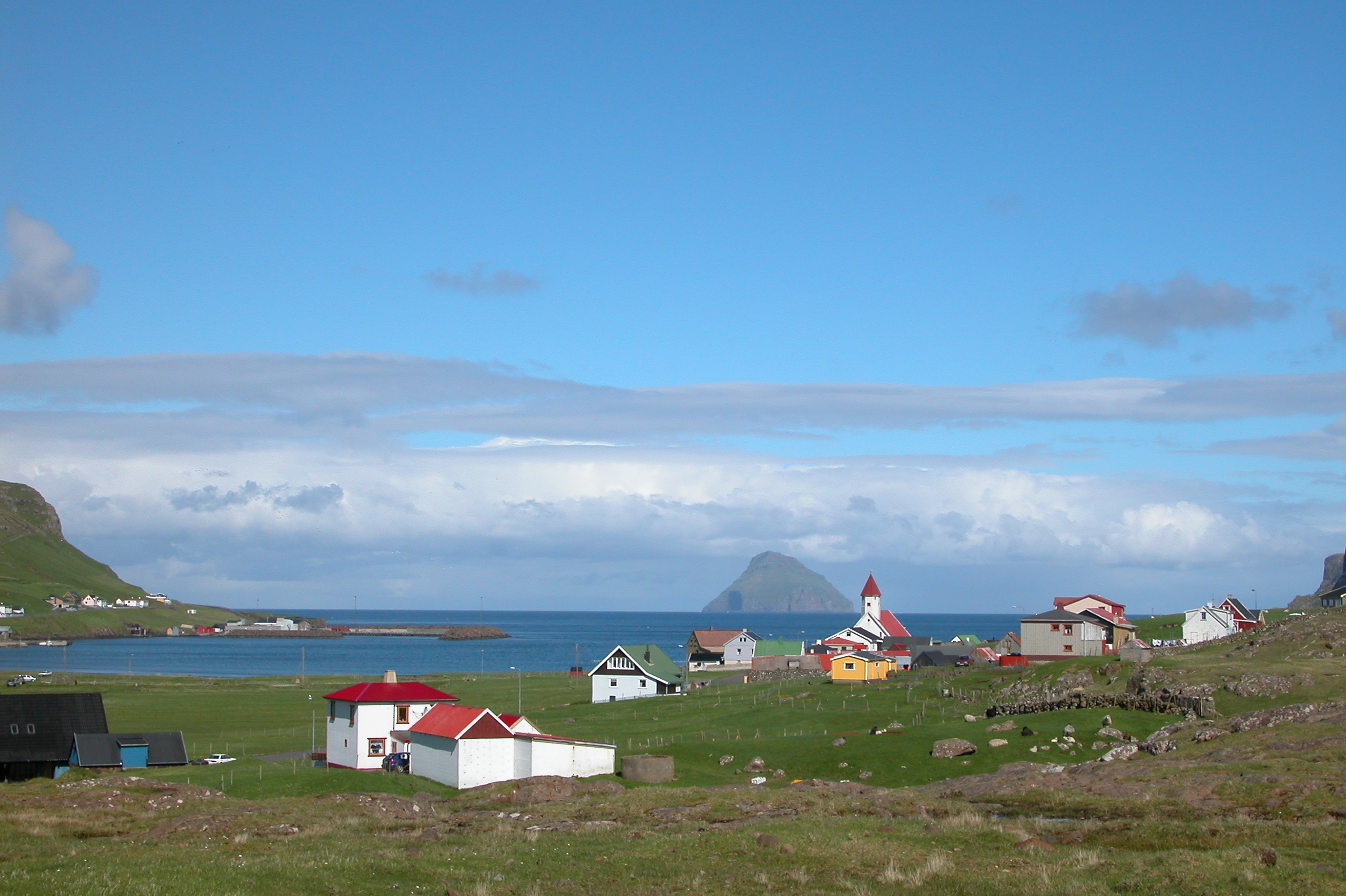
Hvalba.
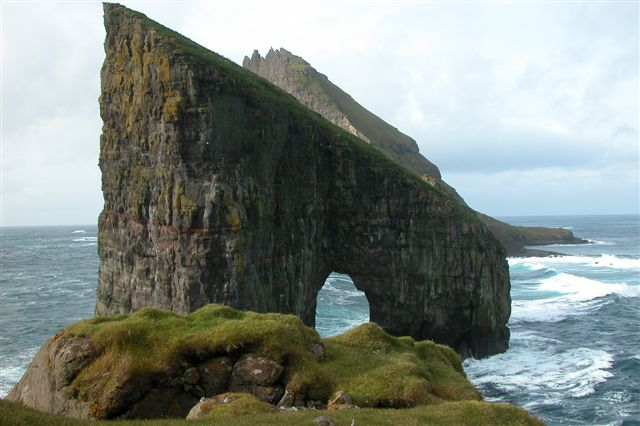
Vágar.
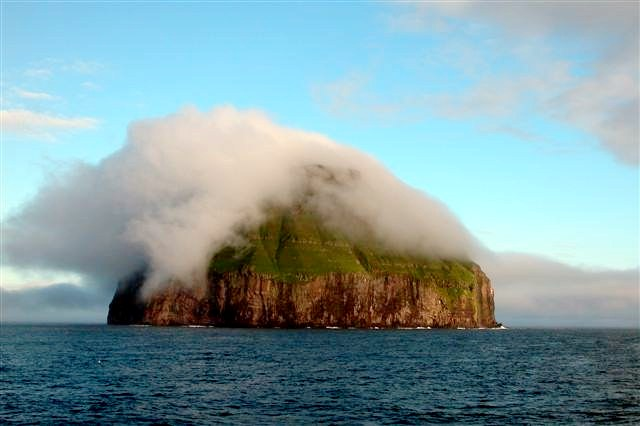
Lítla Dímun.
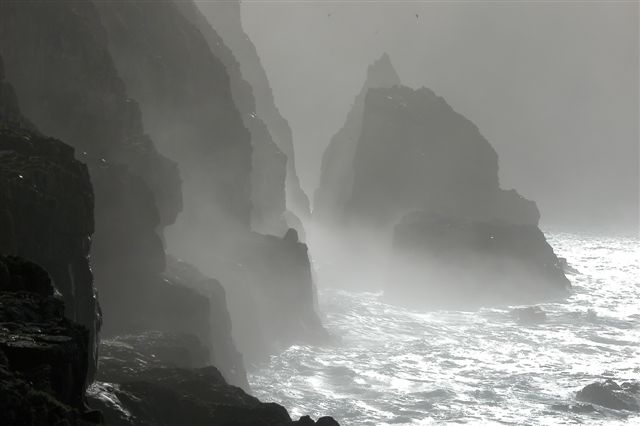
Lopra (en).
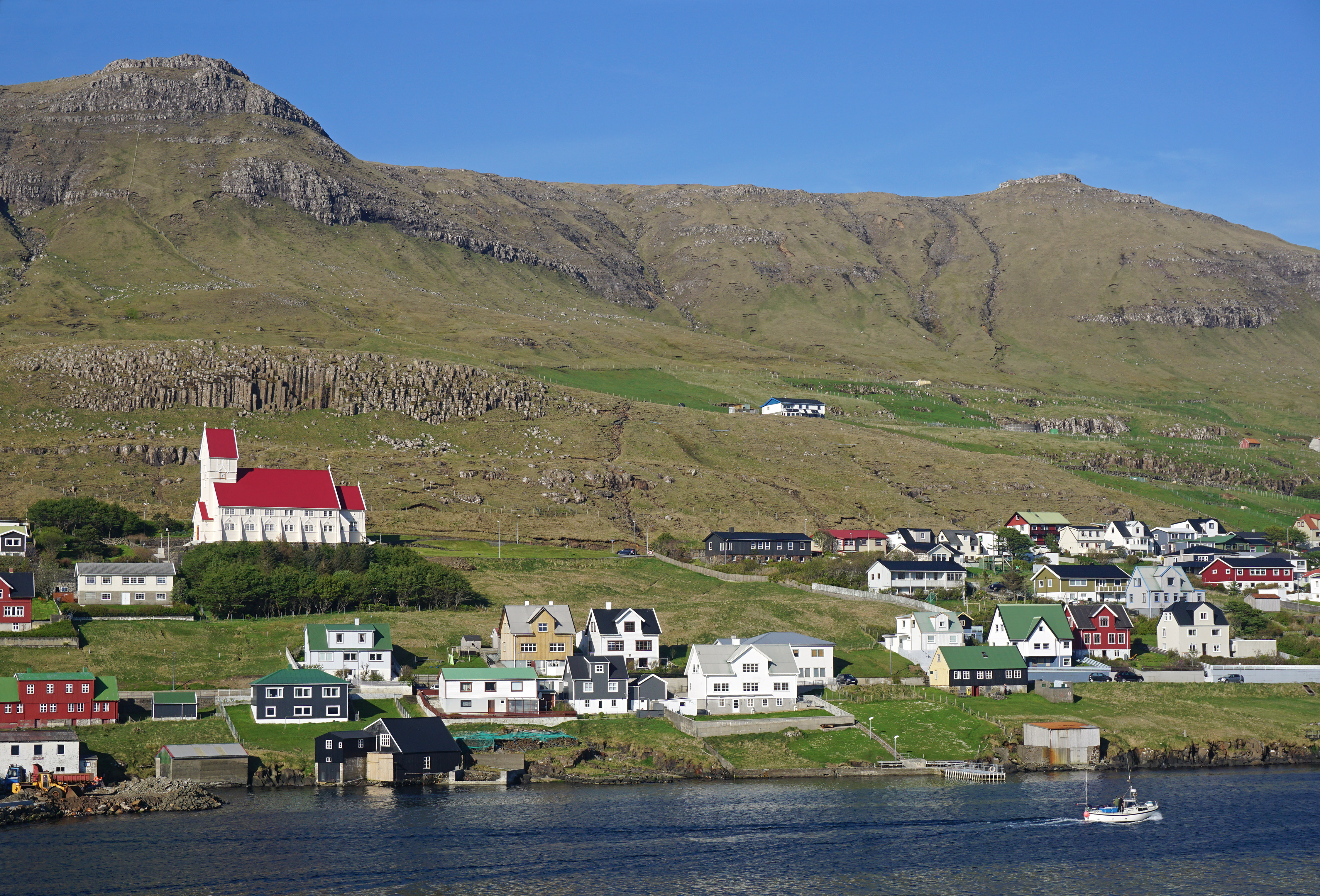
Tvøroyri, île de Suðuroy.
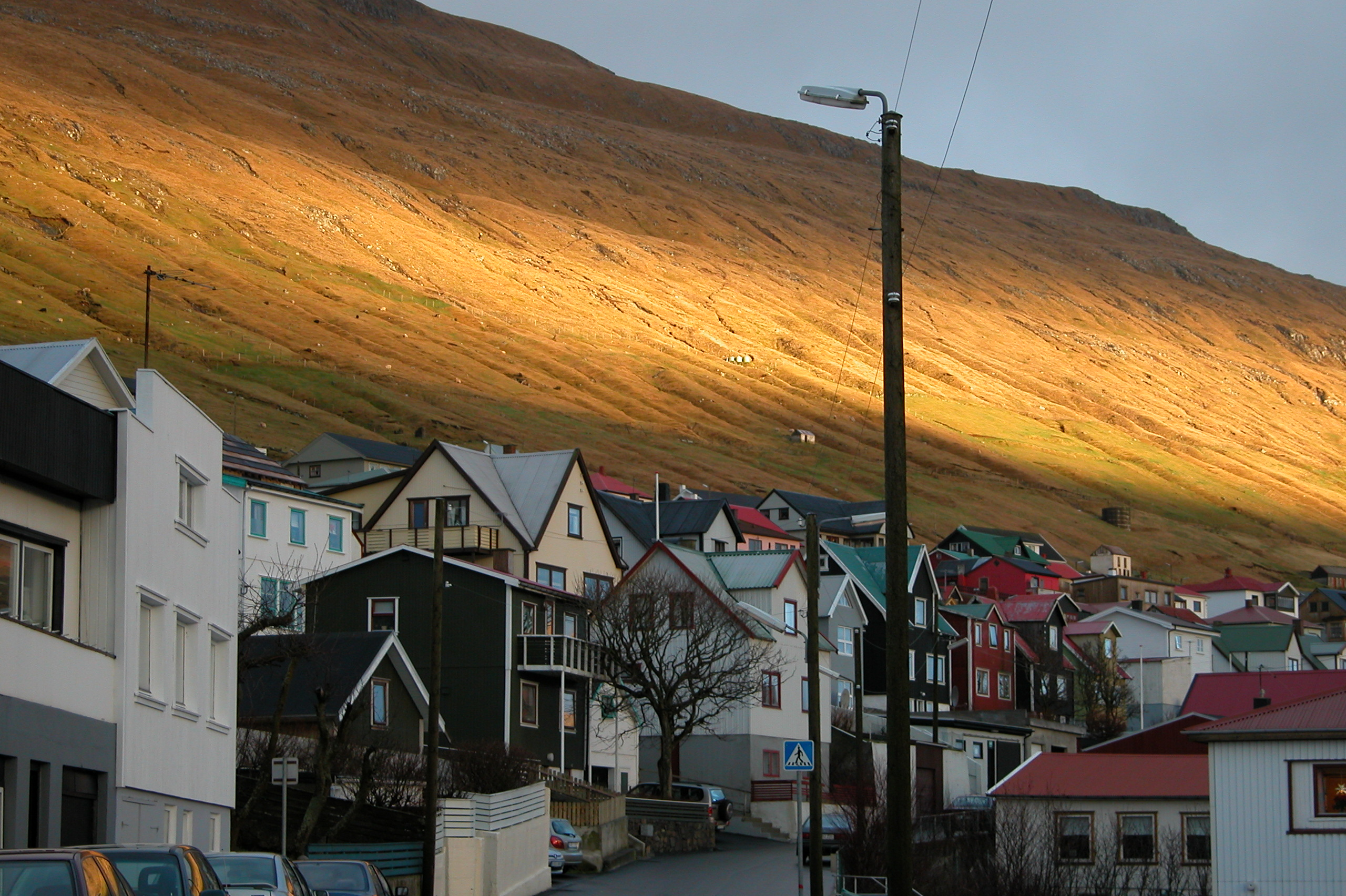
Vágur, île de Suðuroy.
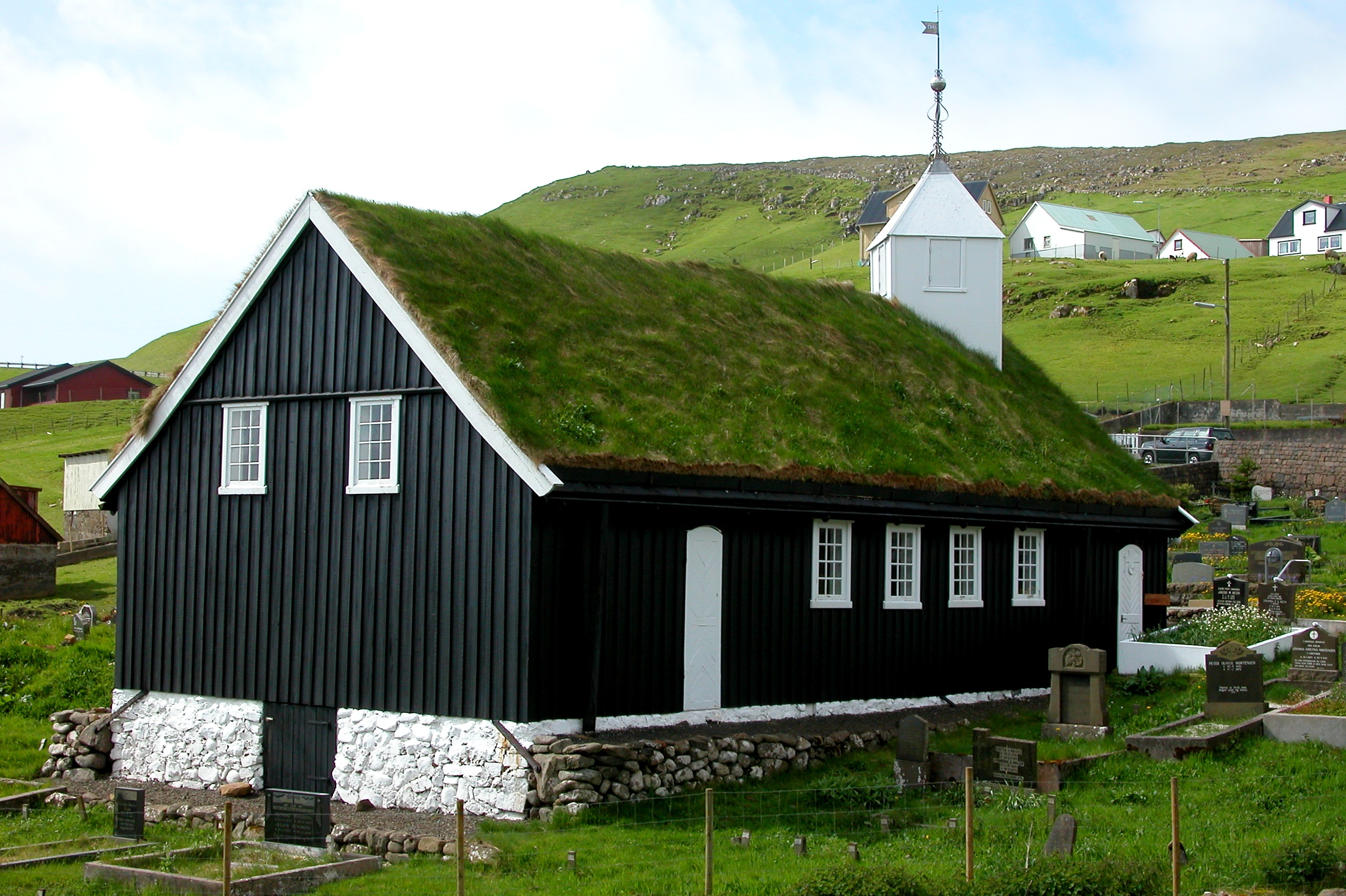
L'église de Porkeri (1847), île de Suðuroy.
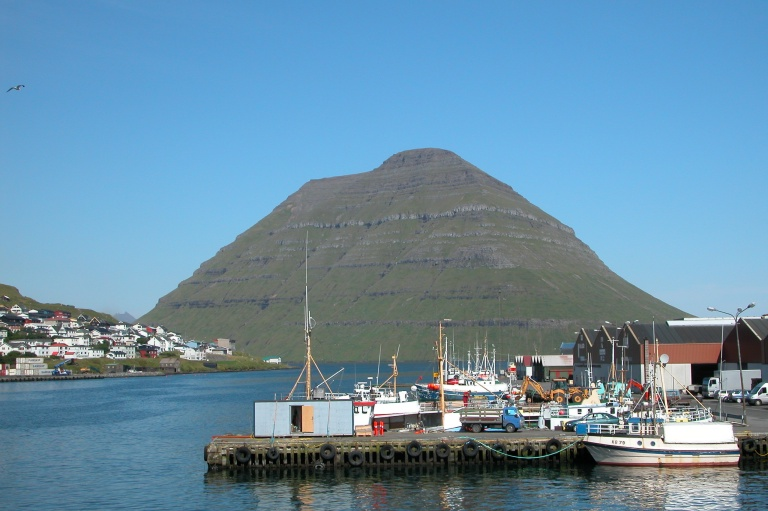
Le port de Klaksvík (seconde ville de l'archipel), île de Borðoy.
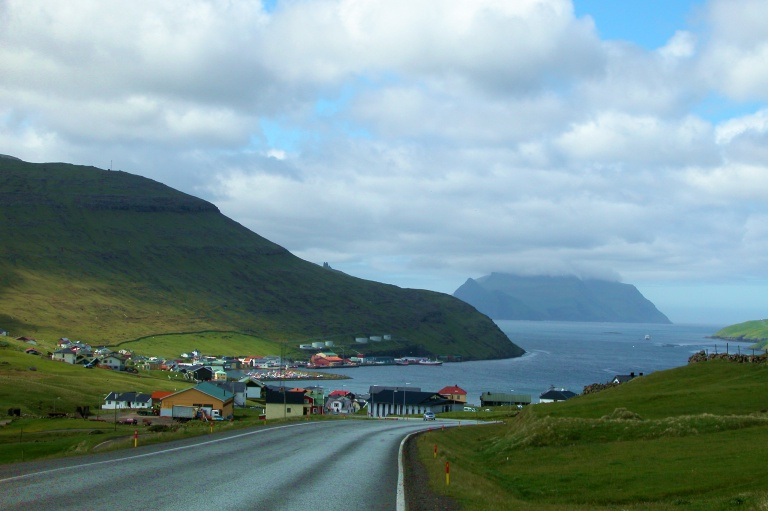
Sørvágur, île de Vágar et île de Mykines en arrière-plan.
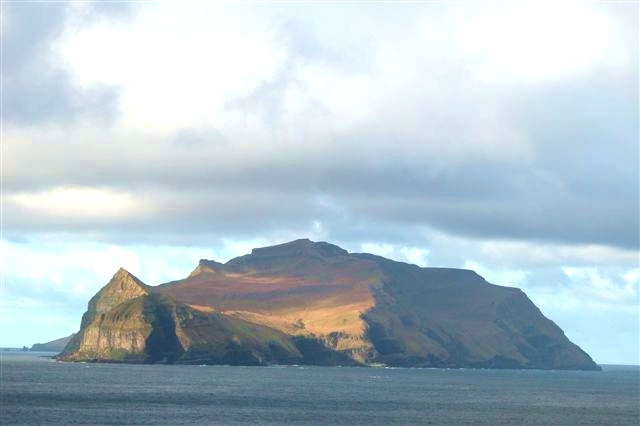
Mykines.
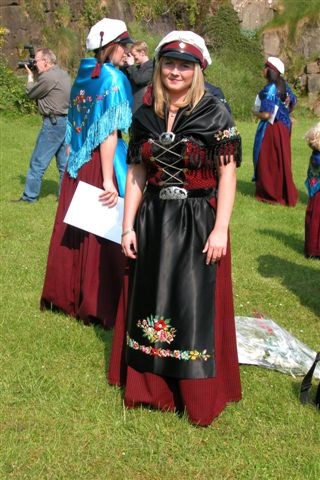
Étudiantes en costume de promotion (2003).
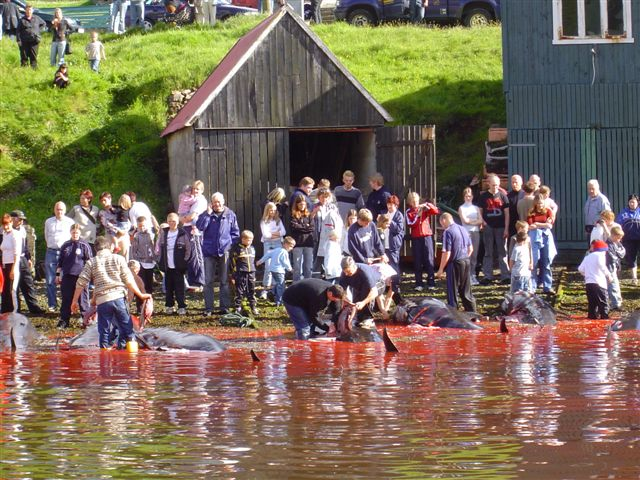
Chasse des globicéphales.